# Rain Rain Go Away

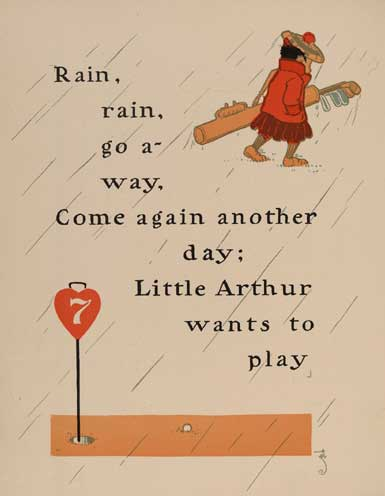
Illustrazione tratta dalla raccolta Mother Goose di William Wallace Denslow

Rain Rain Go Away è una filastrocca popolare in lingua inglese, a cui è assegnato il numero 19096 del Roud Folk Song Index.

## Testo
Ci sono poche versioni e varianti di questo distico in rima. La versione moderna più comune è:
Rain rain go away,
Come again another day.

## Origini e varianti
Rime simili si possono ritrovare in molte società, inclusa l'antica Grecia. La moderna filastrocca in lingua inglese può essere datata almeno al XVII secolo, quando James Howell nella sua raccolta di proverbi inserì:
Rain rain go to Spain: fair weather come again.
Una versione molto simile alla versione moderna fu riportata da John Aubrey nel 1687, definita come usata dai «bambini piccoli» per «allontanare magicamente (charm away) la pioggia»:
Rain Rain go away,
Come again on Saturday.
È stata documentata un'ampia varietà di alternative, tra cui: «Midsummer day», «washing day», «Christmas Day» e «Martha's wedding day».
A metà del XIX secolo James Orchard Halliwell raccolse e pubblicò la versione:
Rain, rain, go away
Come again another day
Little Arthur wants to play.
In un testo della fine del XIX secolo, i versi sono i seguenti:
Rain, Rain,
Go away;
Come again,
April day;
Little Johnny wants to play.